# Tuân Nguyễn

Nhà thơ Tuân Nguyễn (1933-1983)

Tuân Nguyễn (1933-1983) là một thi sĩ, nghệ sĩ ngâm thơ, dịch giả Việt Nam. Dù được xem là người "...không có cống hiến gì đặc biệt", tuy nhiên ông được nhiều người trong giới văn nghệ sĩ đánh giá là "sống đẹp cho đến chết nên được bạn bè tôn vinh".

## Cuộc đời
Ông tên thật là Nguyễn Tuân, sinh ngày 25 tháng 9 năm 1933, quê quán tại làng Lại Thế, xã Phú Thượng, huyện Phú Vang, tỉnh Thừa Thiên Huế. Thuở nhỏ, có thời gian theo cha làm nghề kiểm lâm ra sống ở Quảng Bình.
Thời niên thiếu, ông theo học trường dòng Pellerin ở Huế, tốt nghiệp Tú tài 2, thông thạo tiếng Pháp, tiếng Anh, lại biết cả chữ Hán. Năm 1949, ông thoát ly gia đình tham gia Đoàn học sinh kháng chiến Huế khi mới 16 tuổi. Năm 1950, ông vào chiến khu tham gia Vệ quốc đoàn, dưới sự bảo vệ của Phùng Quán ông đã được miễn làm những nhiệm vụ nguy hiểm tính mạng, sau đó tham gia tại chiến trường Lào.
Sau năm 1954, ông xuất ngũ, theo học khoa Văn khoá I, Đại học sư phạm Hà Nội. Năm 1957, ông tốt nghiệp ra trường làm giáo viên ở Trường học sinh miền Nam tại Hà Đông.
Ngay từ thuở nhỏ, ông được bạn bè đánh giá là một người mộng mơ, lãng mạn, có năng khiếu văn chương. Khi trưởng thành, thấy tên mình trùng với nhà văn Nguyễn Tuân, tác giả của Vang bóng một thời, nên ông đã đảo ngược tên mình để trở thành bút danh Tuân Nguyễn.
Năm 1960, ông chuyển về làm Biên tập viên chương trình Tiếng Thơ của Đài Tiếng nói Việt Nam. Do vị trí công tác, cũng như thái độ nghiêm túc trong công việc, ông có quan hệ rộng rãi với giới văn nghệ sĩ và được nhiều bạn hữu quý mến.
Do tính cách thẳng thắn, ông đã có lần viết một bài phóng sự, phanh phui vụ móc ngoặc tại công trường thủy lợi, nông trường Rạng Đông (Nam Định) nghiệm thu khống, lấy tiền chia nhau. Tuy nhiên, ông bị trưởng phòng biên tập cho là "không có lập trường, nói xấu cán bộ, bôi nhọ chế độ xã hội chủ nghĩa".
Là một trí thức thuộc thành phần tiểu tư sản, ông thường xuyên gặp rắc rối với những đồng nghiệp cực đoan. Ngày 21 tháng 10 năm 1964, ông bị bắt tại cơ quan với lý do "có ý tưởng đi ngược với đường lối chính sách". Nguyên do được xác định là ông đã có thái độ đồng tình với Dương Bạch Mai, một chính khách có liên quan trong Vụ án Xét lại Chống Đảng, cùng những ghi chép cá nhân trong nhật ký bị những cán bộ cực đoan suy diễn là "nói xấu chế độ, tư tưởng lệch lạc". Do có mối quan hệ thân thiết với giới văn nghệ, nên việc ông bị bắt vì cuốn nhật ký của mình cất trong ngăn kéo do một đồng nghiệp cùng phòng lấy trộm nộp cho tổ chức, đã làm rung động giới trí thức Hà Nội bấy giờ.
Ông bị đưa đi trại "cải tạo" 9 năm 7 tháng. Năm 1973, ra trại đi làm nghề đánh vécni và dọn vệ sinh ở ga Hàng Cỏ để kiếm sống. Sau năm 1975, ông được xác nhận một lý lịch khác ghi thời gian đi trại là "đi chữa bệnh"!.
Cuối năm 1974, ông lập gia đình với nhà thơ Phương Thúy, giáo viên dạy đàn tam thập lục ở Nhạc viện Hà Nội – con gái Hoài Chân (là đồng tác giả Thi nhân Việt Nam với Hoài Thanh). Đầu năm 1976, gia đình ông chuyển vào Sài Gòn sinh sống. Tuân Nguyễn đi dạy học, dịch sách và đi lấy báo cho vợ bán.
Ngày 25 tháng 4 năm 1983, trên đường đi lấy báo về, ông gặp tai nạn giao thông, đưa đi cấp cứu tại Bệnh viện Chợ Rẫy nhưng không qua khỏi. Trước khi mất, Tuân Nguyễn có một lời trăng trối rất nhân đạo: "Đừng bắt tội người tài xế, ông ấy còn phải nuôi 8 đứa con... Lỗi tại tôi... ".
Tuân Nguyễn qua đời ngày 9 tháng 5 năm 1983 (nhằm ngày 27 tháng 3 năm Quý Hợi), an táng tại lô 7, đường số 3, Nghĩa trang Gò Dưa, huyện Thủ Đức, Thành phố Hồ Chí Minh. Theo như một số nguồn tin trên báo thì nguyên nhân ông mất là do bị chấn thương sọ não sau khi bị xe ôtô đụng. Trước khi chết, ông còn nói là "Đừng bắt tội người lái xe. Cái kết cục buồn thảm này là lỗi tại tôi… Tôi là người có lỗi…” 
Trong thời gian chung sống với nhà thơ Phương Thúy, ông bà không có với nhau người con nào.

## Sự nghiệp
Khi công tác ở Đài Tiếng nói Việt Nam, nhiều bài thơ của Tuân Nguyễn đã được phát trong chương trình Tiếng Thơ. Ngoài ra còn có thơ đăng trên các báo Văn nghệ, Văn học, Thống nhất, tạp chí Đất Quảng... và các tuyển tập: "Thơ tình yêu", Nhà xuất bản Thanh niên, Hà nội, 1963; "Thơ văn 50 năm Đài Tiếng nói Việt Nam", Nhà xuất bản Văn hóa - Thông tin, Hà Nội, 1995; "Thơ miền Trung thế kỷ XX", Nhà xuất bản Đà Nẵng, 1995,... Ngoài ra, Tuân Nguyễn còn là dịch giả của tác phẩm "Bim trắng tai đen", Nhà xuất bản Măng Non, 1983, Nhà xuất bản Văn học, 1985, 2007.
Nhà thơ Phùng Quán, người đồng hương, đồng đội, người bạn tri kỷ của Tuân Nguyễn từ thời kháng chiến chống Pháp, có viết bài Người bạn lính cùng tiểu đội đã được in trong tập Ba phút sự thật  do Nhà xuất bản Văn Nghệ Thành phố Hồ Chí Minh xuất bản lần đầu tiên năm 2006. Bài viết đã phác thảo chân dung Tuân Nguyễn, một trí thức nhân hậu, trung thực, một tâm hồn thật đẹp, một nhân cách tuyệt vời. Sống gần 10 năm ngục tù không tội danh, không bản án, xơ xác thân mình song vẫn đam mê văn chương một cách mãnh liệt. Sau khi cuốn "Ba phút sự thật" được xuất bản, tên tuổi của Tuân Nguyễn mới được công chúng biết tới và từ đó những người bạn của ông mới có cơ sở thực hiện cuốn "Nhớ Tuân Nguyễn", góp phần giải tỏa những oan khuất và trả lại giá trị con người cho ông trước công luận. Tuy nhiên, lúc này thì cả Tuân Nguyễn và Phùng Quán đều đã từ giã cõi đời nhiều năm trước.
Trong tập Nhớ Tuân Nguyễn do nhà thơ Trần Phương Trà sưu tầm, biên soạn (Nhà xuất bản Hội Nhà văn, Hà Nội, 2008) ghi lại những hồi ức của bạn bè, đồng nghiệp của Tuân Nguyễn như: Ngọc Trai, Băng Sơn, Lê Huy Quang, Hoàng Phủ Ngọc Tường, Thái Vũ, Xuân Đài, Đoàn Minh Tuấn, Vũ Từ Trang, Hà Nhật, Nguyễn Bùi Vợi, Dương Tường... và công bố 86 bài thơ của Tuân Nguyễn được sưu tầm từ sách báo và qua trí nhớ của người thân, đồng nghiệp, bạn tù...
Giáo sư, dịch giả Cao Xuân Hạo, một người bạn của Tuân Nguyễn, từng có một nhận xét làm người nghe phải lạnh người: "Khi có ai đó kêu lên: - Trời ơi! Sao mà tôi khổ thế? thì nhìn vào Tuân Nguyễn sẽ thấy rằng mình chưa phải là khổ".